# Người Besermyan

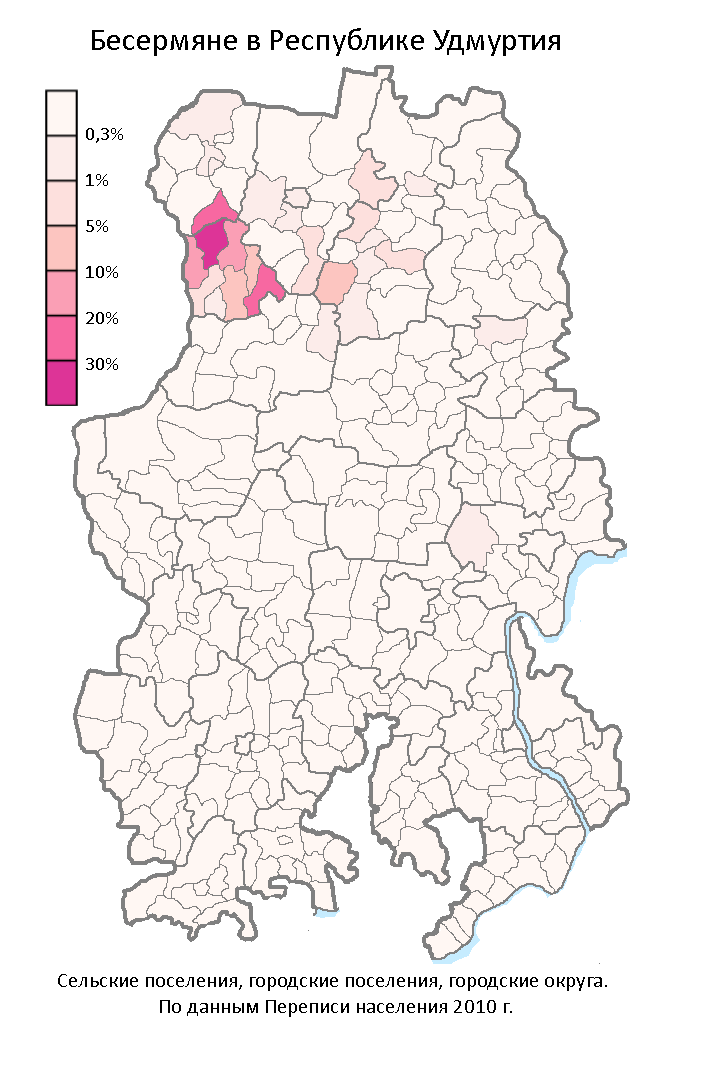
Vùng người Besermyan ở Udmurtia

Người Besermyan, Biserman, Beserman hoặc Besermen (tiếng Nga: бесермяне, besermyane số ít: besermyanin, tiếng Udmurt: бесерманъёс, tiếng Tatar: Cyrillic: бисермәннәр, Latin: bisermännär) là một dân tộc ít người thuộc phân nhóm Permi trong nhóm Các dân tộc Phần Lan-Ugria ở Liên bang Nga. Người Besermyan sống ở các quận Yukamenskoye, Glazov, Balezino và Yar ở phía tây bắc của Udmurtia. Có 10 ngôi làng thuần dân tộc Besermyan thuần túy ở Nga và 41 làng với một phần dân là người Besermyan.
Điều tra dân số Đế chế Nga năm 1897 đã thống kê 10.800 người Beserman. Năm 1926 có 10.000 người Beserman, nhưng Điều tra dân số Nga năm 2002 chỉ tìm thấy 3.122 người trong số họ. Theo Joshua Project năm 2019 người Beserman có tổng dân số chừng 2300 người, cư trú tại Nga. Người Besermyan nói một phương ngữ của tiếng Udmurt với ảnh hưởng của tiếng Tatar . Họ theo Chính thống giáo Nga. Vì vậy một số truyền thống Besermyan khác với các phong tục của người Udmurt do ảnh hưởng của Hồi giáo trong thời kỳ Volga Bulgaria và Khanat Kazan.